# Kolufossar
Kolufossar (in lingua islandese: cascate di Kola) sono un gruppo di tre cascate situate nella regione del Norðurland vestra, la parte nord-occidentale dell'Islanda.

## Descrizione
Il fiume Víðidalsá ha formato per erosione la gola Kolugil o Kolugljúfer, entro cui precipita con un salto totale di 8 metri, formando le tre cascate Efrifoss (Cascata superiore), Kolufoss (Cascata di Kola) e Neðri-Kolufoss (Cascata inferiore di Kola).
Al di sotto della cascata superiore è stato costruito un ponte, sopra al quale passa una strada secondaria locale. Guardando dal ponte in direzione si può osservare la cascata, mentre verso nord si vede la gola Kolugil, che è lunga circa 1 km e profonda 40-50 metri.
Secondo una leggenda locale la gola Kolugil è strata creata dalla troll Kola, che è qui sepolta assieme ai suoi tesori. La gola e la collina vicina sono protette da un incantesimo emesso dalla troll.

## Accesso
Per raggiungere le cascate Kolufossar, situate sul lato meridionale della penisola Vatsnes, nella zona nord-occidentale dell'Islanda, si segue in direzione di Viðidalstunguheidi la strada 715 Víðidalsvegur, che si stacca dalla Hringvegur, la grande strada statale ad anello che contorna l'intera isola. Seguendo le indicazioni per la fattoria Bakki si arriva alle cascate Kolufossar e alla gola Kolugil o Kolugljúfer.